# مايك لافتري
مايك لافتري (بالإنجليزية: Mike Lafferty)‏ هو متزلج جبال أمريكي، ولد في 20 مايو 1948 في يوجين في الولايات المتحدة.

## وصلات خارجية
- مايك لافتري على موقع الاتحاد الدولي للتزلج (التزلج على المنحدرات الثلجية) (الإنجليزية)
- مايك لافتري على موقع أوليمبيديا (الإنجليزية)